# József Vértesy
József Sándor Gyula Vértesy (Sombor, 19 febbraio 1901 – Budapest, 21 dicembre 1983) è stato un pallanuotista ungherese, vincitore di una medaglia d'oro all'olimpiade di Los Angeles 1932 ed una d'argento ad Amsterdam 1928.